# Rifaina
Rifaina is een gemeente in de Braziliaanse deelstaat São Paulo. De gemeente telt 3.826 inwoners (schatting 2009).

## Aangrenzende gemeenten
De gemeente grenst aan Franca, Pedregulho, Buritizal en Sacramento (MG).

## Geboren in Rifaina
- Elba de Pádua Lima, "Tim" (1916-1984), voetballer en trainer